# Votuporanga
Votuporanga es un municipio brasileño situado en la región noroeste del estado de São Paulo. La ciudad fue fundada el 8 de agosto de 1937. Se localiza a una latitud 20º25'22" sur y a una longitud 49º58'22" oeste, estando a una altitud de 525 metros. Su población en 2022, de acuerdo con el IBGE, es de 96.634 habitantes.

## Topónimo
"Votuporanga" es un término de origen tupí que significa "viento bonito", a través de la unión de los términos ybytu ("viento") y porang ("bonito"). El nombre fue escogido por Sebastião Almeida Oliveira, miembro del Instituto Histórico y Geográfico de São Paulo, a pedido de Germano Robato, uno de los primeros compradores de los lotes que formaron la ciudad.

## Clima
El clima de Votuporanga puede ser clasificado como clima tropical de sabana (Aw), de acuerdo con la clasificación climática de Köppen.

## Historia
El área actual del municipio, de inicio, pertenecía a la Hacienda Marinheiro de Cima, de propiedad de Francisco Schmidt. Después de su muerte, los herederos, entregaram las tierras a la empresa Theodor Wille & Cia Ltda. La propiedad fue, entonces, dividida en glebas y los terrenos vendidos a precios bajos. Poco a poco se formó el poblado, hasta entonces, perteneciente al distrito de Vila Monteiro, actual Álvares Florence, y a la comarca y municipio de Monte Aprazível. 
El nombre escogido, Votuporanga, fue una indicación de Sebastião Almeida de Oliveira, notario de Tanabi. El 8 de agosto de 1937, la ciudad fue fundada, con inmigrantes venidos de España, algunos de ellos de la población de Barrado en Extremadura. En esa misma fecha, fue celebrada una misa por el padre Isidoro Cordeiro Paranhos. En 1945, la villa se tornó distrito, municipio y sede de la comarca, en decreto único. El primer prefecto fue Francisco Villar Horta. En el mismo año, vino el desarrollo con la Vía de Ferrocarril Araraquara. También fueron construidas, posteriormente, la Santa Casa de Misericordia y la contemporánea Iglesia de Nuestra Señora Aparecida. Ya en la década de 1970, la Carretera Euclides de la Cunha, SP-320, que une Votuporanga a la capital del Estado, fue pavimentada. En la década de 1980, la ciudad tomó un impulso industrial, a través del sector industrial, de implementos rodoviarios y metalurgia.

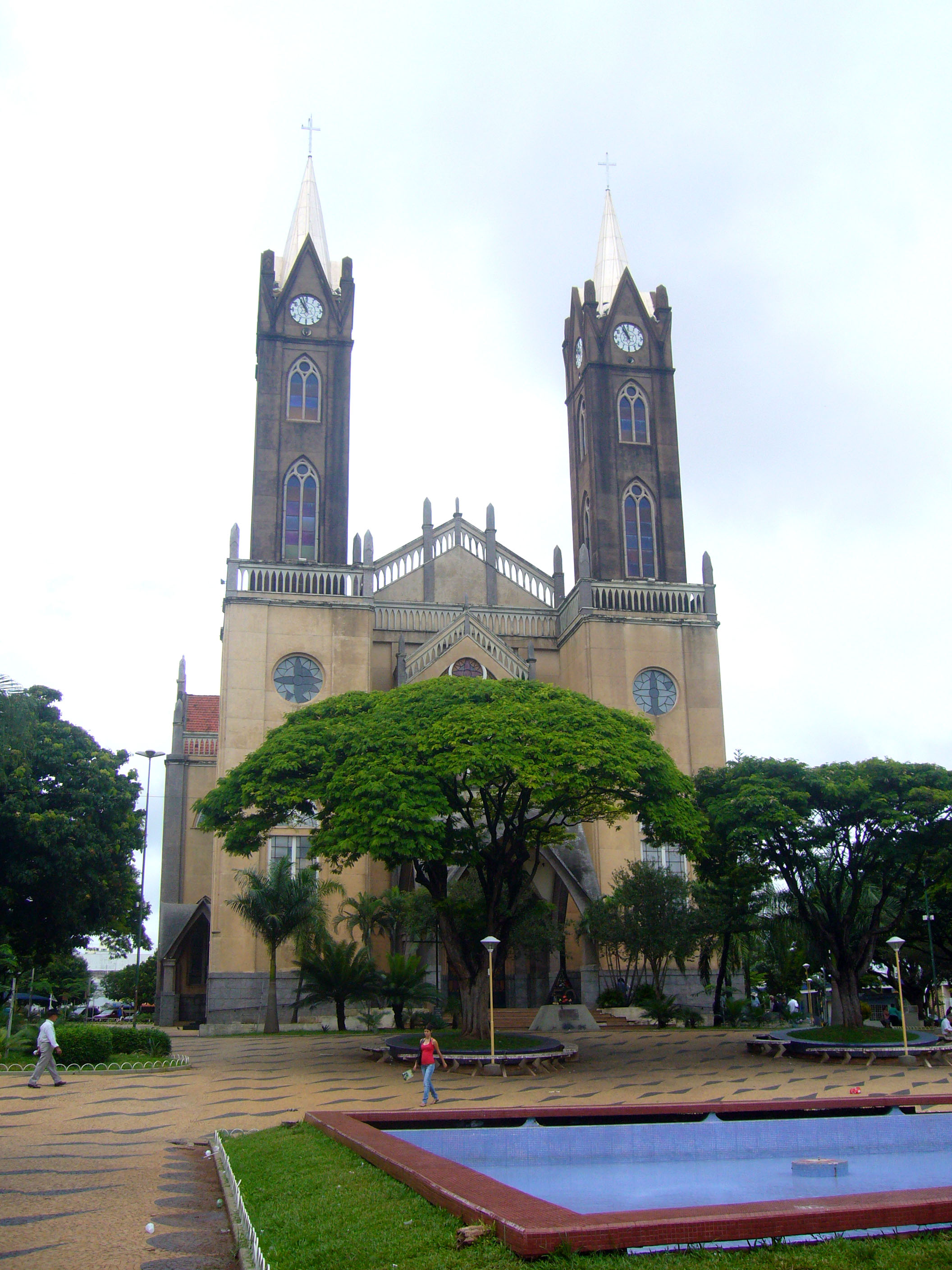
Igreja Matriz
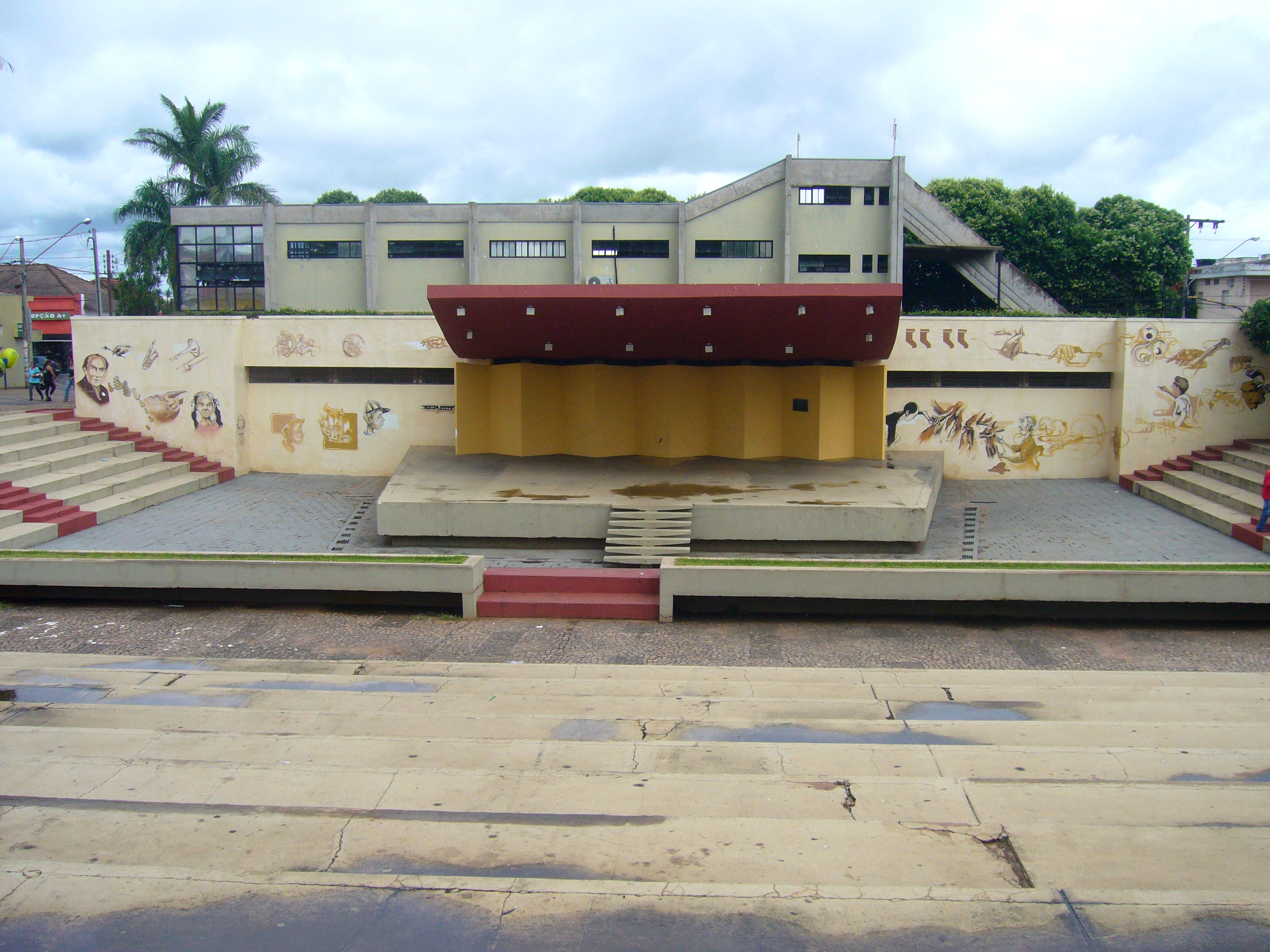
Anfiteatro Municipal
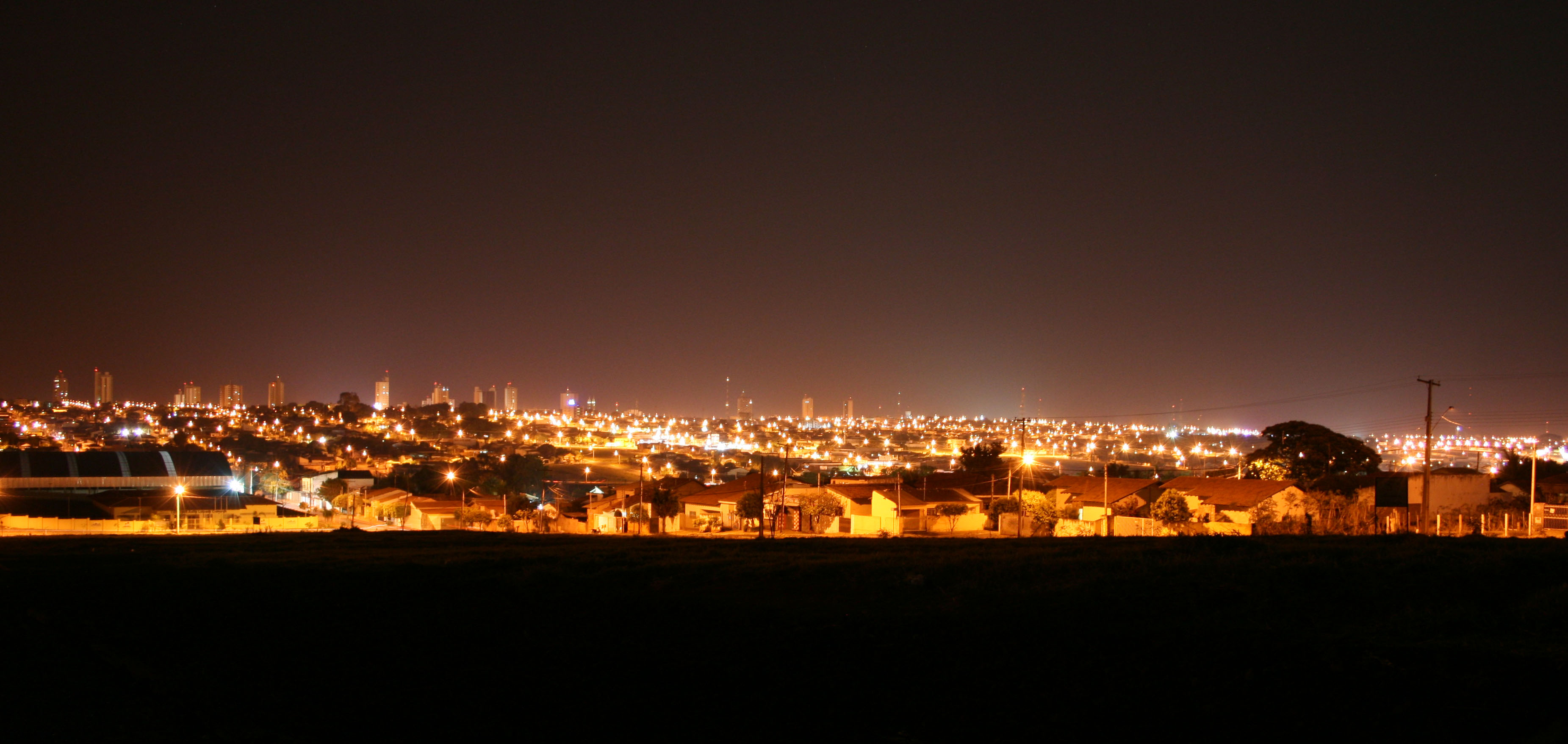
Da noche